# 基斯沃
基斯沃是敘利亞的城鎮，由大馬士革省負責管轄，位於該國西南部，距離首都大馬士革13公里，海拔高度720米，主要經濟活動有農業、貿易業和工業，2004年人口43,456。

## 外部連結
- More information for Kiswe city
- Main site for the city